# Ferndale (Pennsylvania)
Ferndale  è una borough degli Stati Uniti d'America, nella contea di Cambria nello Stato della Pennsylvania. Secondo il censimento del 2000 la popolazione è di 1.834 abitanti.

## Società

### Evoluzione demografica
La composizione etnica vede una maggioranza di quella bianca ( 98,47%), seguita dagli afroamericani (1,15%) dati del 2000.
| borough di Ferndale Popolazione |       |
| 2000                            | 1.834 |
| Previsione al 2009              | 1.640 |